# Митова, Вели
Вели Митова (англ. Veli Mitova) — южноафриканский философ, профессор философии и директор Африканского центра эпистемологии и философии науки (ACEPS) при Йоханнесбургском университете. Она известна своими работами по эпистемической деколонизации и причинам веры, в частности своим взглядом на правдивый психологизм.

## Книги
- Believable Evidence, Veli Mitova, Cambridge University Press, 2017
- The Factive Turn in Epistemology, Veli Mitova (ed.), Cambridge University Press, 2018